# Tugimaantee 28
De Tugimaantee 28 is een secundaire weg in Estland. De weg loopt van Rapla naar Märjamaa en is 21,6 kilometer lang. 